# J'ai tué ma mère
J'ai tué ma mère (bra:Eu Matei Minha Mãe) é um filme de drama canadense de 2009, escrito e dirigido por Xavier Dolan.[carece de fontes?] Vagamente autobiográfico, segue a complicada relação entre um jovem Hubert Minel (Dolan) e sua mãe (Anne Dorval). O filme atraiu a atenção da imprensa internacional quando ganhou três prêmios do programa Quinzena dos Realizadores no Festival de Cannes de 2009. Depois de ser mostrado, o filme recebeu uma ovação de pé. Foi exibido em 12 cinemas em Quebec e 60 na França.
Estreou nas telas canadenses em 5 de junho de 2009. No Brasil, foi apresentado no Festival do Rio, na Mostra Internacional de Cinema de São Paulo e na Mostra Internacional de Cinema na Cultura.
O longa rendeu ao cineasta visibilidade internacional e foi escolhido pelo Canadá para representar o país na 82ª cerimônia do Oscar e no César de 2010 concorrendo na categoria de Melhor Filme Estrangeiro em ambos.

## Elenco
- Xavier Dolan - Hubert Minel
- Anne Dorval - Chantale Lemming
- Suzanne Clément - Julie Cloutier
- François Arnaud - Antonin Rimbaud
- Niels Schneider - Éric
- Patricia Tulasne - Hélène Rimbaud
- Pierre Chagnon - Richard Minel
- Monique Spaziani - Denise
- Benoît Gouin - diretor Nadeau

## Produção

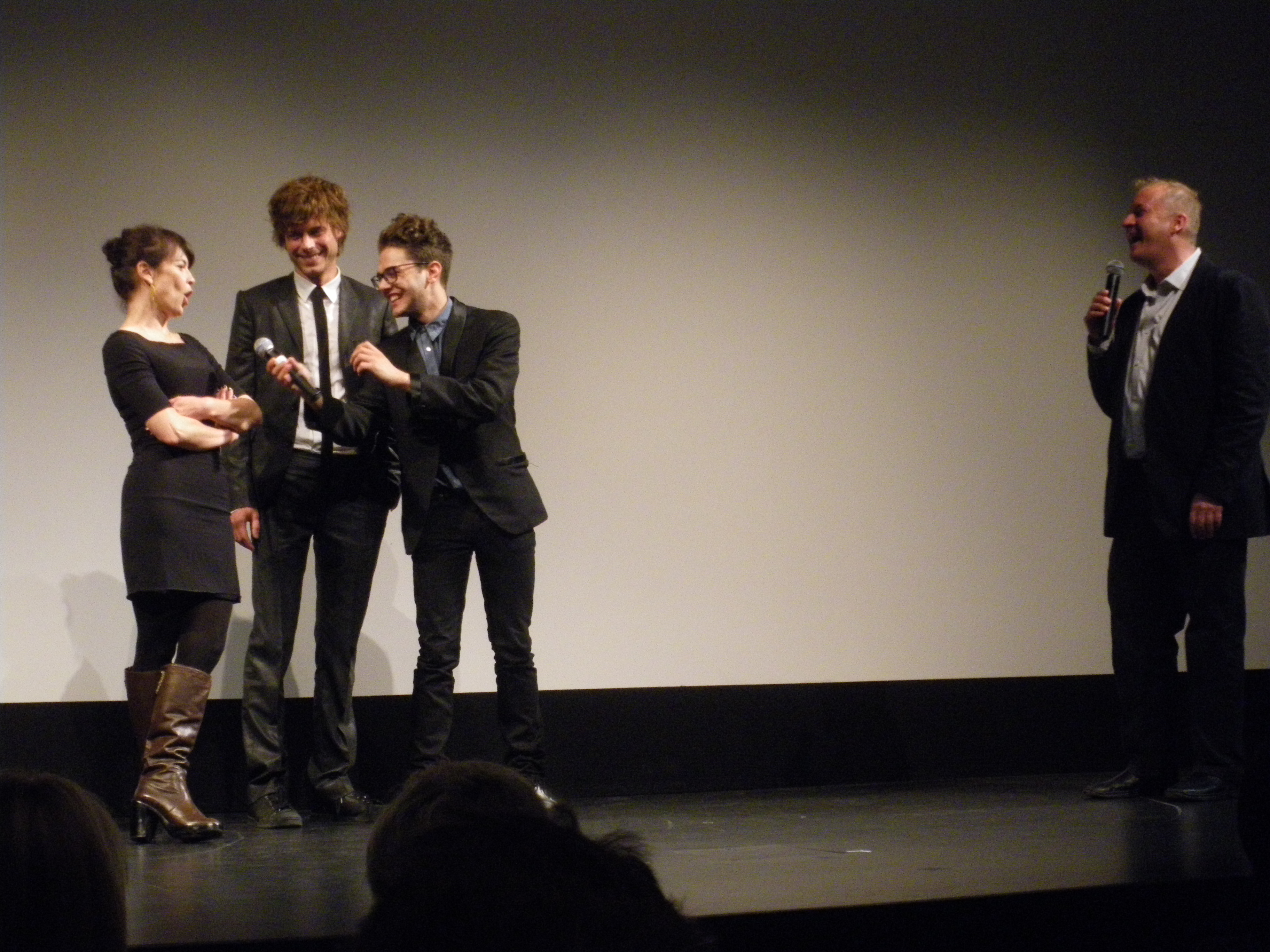
Anne Dorval, François Arnaud e Xavier Dolan no palco para uma sessão de perguntas e respostas no Festival Internacional de Cinema de Toronto de 2009.

Xavier Dolan escreveu o roteiro quando tinha 16 anos. Ele disse em uma entrevista ao jornal canadense Le Soleil que o filme era parcialmente autobiográfico. O filme foi financiado inicialmente por Dolan, mas quando surgiu a necessidade de mais dinheiro, ele pediu subsídios à Téléfilm e à SODEC. Ambos o rejeitaram por razões diferentes.
A SODEC, que adorou o projeto, mas se recusou a financiá-lo porque foi submetido a um departamento muito comercial, encorajou Dolan a submetê-lo novamente no departamento "indie" mais apropriado, o que ele fez. Em dezembro de 2008, a SODEC deu a ele um subsídio de $ 400.000. Ao todo, o filme custou cerca de $ 800.000 CAD.
Dolan disse que o sistema de obtenção de financiamento é "[...] um mecanismo de financiamento obsoleto que mantém os ativos criativos de Quebec como reféns."

## Recepção

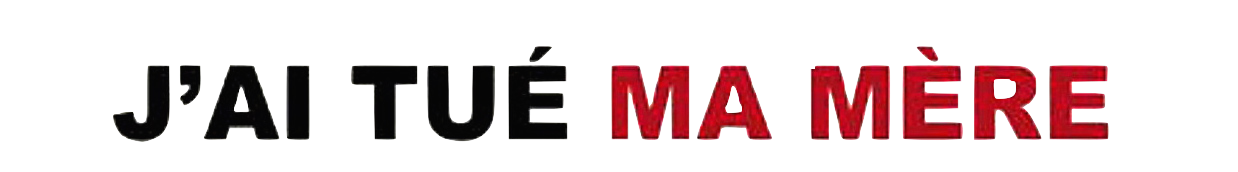
Logotipo do filme

No agregador de críticas Rotten Tomatoes, que categoriza as críticas apenas como positivas ou negativas, o filme tem um índice de aprovação de 83% com base em 24 comentários dos críticos. No consenso crítico do site diz: "A narrativa crua e contundente de I Killed My Mother sobre a maioridade marca uma estreia impressionante para o cineasta Xavier Dolan."
Peter Howell, do Toronto Star, disse que "o que o torna extraordinário é sua profundidade de sentimento, e que a idade de Dolan torna ainda mais impressionante: ele tinha apenas 19 anos quando fez isso." Peter Brunette do The Hollywood Reporter chamou de "Comédia adolescente irregular, mas divertida e audaciosa de um iniciante talentoso."